# Santa Lúcia

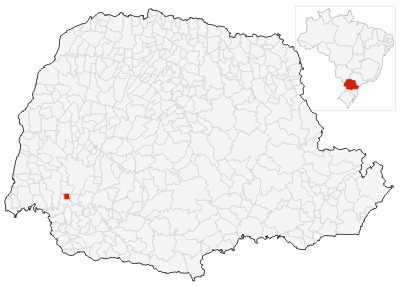

Santa Lúcia este un oraș în Paraná (PR), Brazilia.